# Lac Imja
Le lac Imja est un lac proglaciaire formé par le retrait du glacier du même nom au Népal dans le district de Solukhumbu.

## Présentation
Depuis les années 1970, la température moyenne a monté de 1 °C dans l'Himalaya, faisant fondre les glaciers et gonfler les lacs. Le lac Imja, à 5 010 mètres d'altitude, est le plus dangereux. Sa moraine de retenue menace de rompre.
À 4 410 mètres d'altitude, Dingboche est le premier village en dessous du lac Imja. Si ce dernier venait à déborder et à emporter son barrage naturel, il ravagerait la célèbre vallée du Khumbu, base de départ pour les treks touristiques et lieu de vie pour 5 000 sherpas.